# Jonathan Corwin
Jonathan Corwin (también Curwin o Corwen, 14 de noviembre de 1640-9 de junio de 1718) fue un rico comerciante, político y magistrado de Nueva Inglaterra. Es más conocido como uno de los jueces implicados en los Juicios de Salem de 1692, aunque su trabajo posterior también incluyó servicios como juez asociado de la Corte Suprema Judicial de Massachusetts, la corte más alta de la Provincia de la Bahía de Massachusetts.

## Vida
Jonathan Corwin nació el 14 de noviembre de 1640 en Salem, una importante ciudad portuaria de la Colonia de la Bahía de Massachusetts, fue uno de los cinco hijos nacidos de George y Elizabeth (Herbert) Corwin. Su padre había llegado a Salem en 1638 y su madre era la hija del alcalde de Northampton, John Herbert. Su padre era un rico comerciante y constructor naval en Salem, y Jonathan continuó en el comercio mercantil. Se casó con Elizabeth Gibbs (nacida Sheaf), viuda de Robert Gibbs, en 1675 y tuvo diez hijos.
Corwin también estaba involucrado en asuntos públicos. Fue elegido dos veces a la asamblea colonial, en 1682 y en 1689, y fue un partidario fiel del antiguo régimen cuando se estableció el Dominio de Nueva Inglaterra en 1686. También fue un magistrado activo de los tribunales locales, con delitos menores y cargos menores como embriaguez y robo.

## Juicios de brujas de Salem

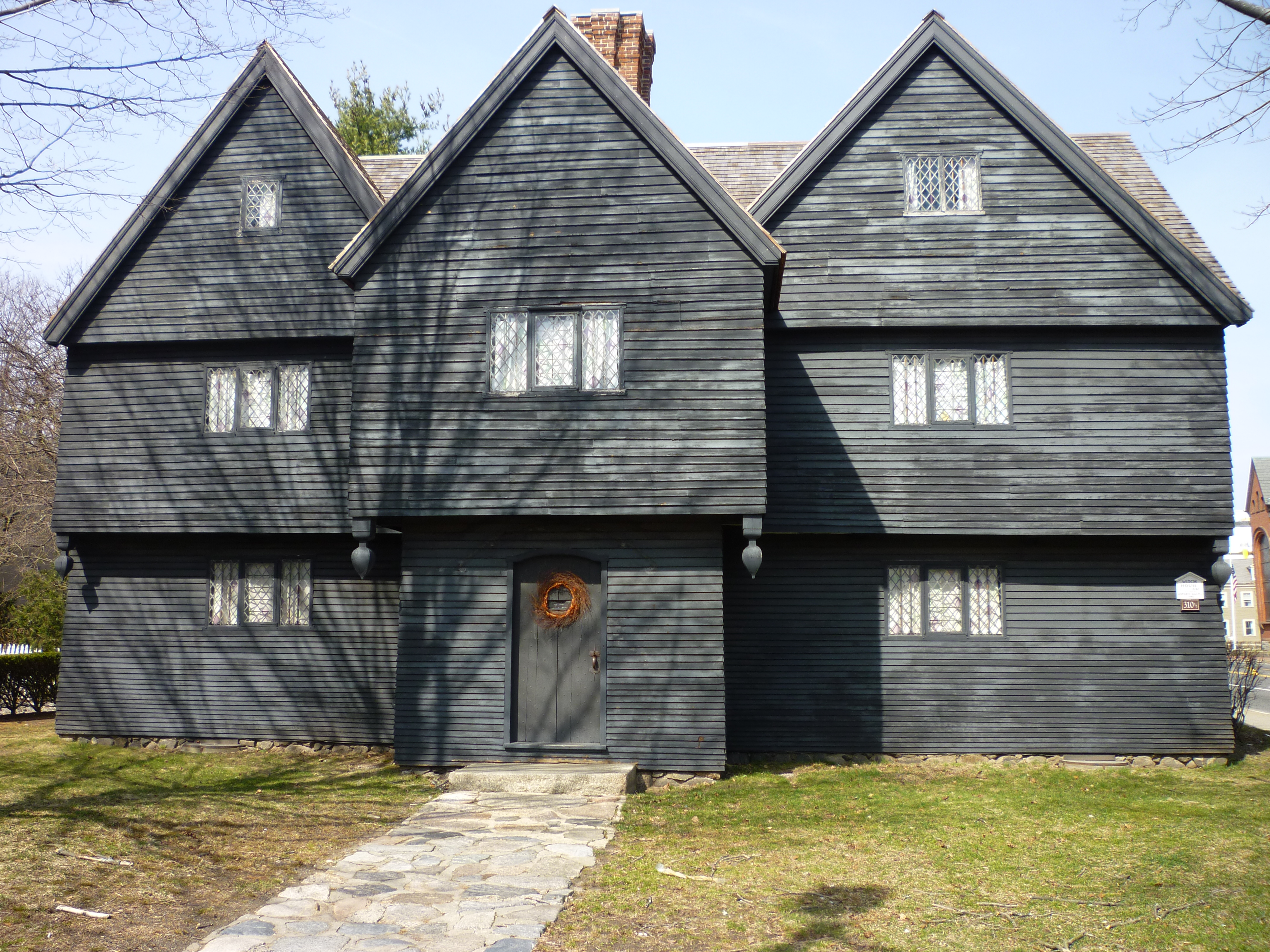
Imagen de las casas

Cuando los informes de brujería comenzaron a circular en el condado de Essex, Corwin fue uno de los magistrados llamados para hacer averiguaciones preliminares sobre los informes. Él y John Hathorne, otro magistrado local, celebraron audiencias a principios de marzo de 1692 en las que se recogieron los testimonios de Tituba, Sarah Good y Sarah Osborne, las tres primeras mujeres acusadas de brujería. Debido a la incierta constitucionalidad del gobierno de Massachusetts en 1692 (su carta fue desocupada en 1684, y se había reformado con la carta después de la rebelión de Boston de 1689 que terminó el gobierno del Dominio de Sir Edmund Andros), hubo una renuencia entre los líderes coloniales para establecer tribunales para oír los casos hasta que Sir William Phips llegó en mayo de 1692 con la carta que estableció la Provincia de la Bahía de Massachusetts.
Para este tiempo, un número significativo de personas había sido encarcelada con acusaciones de brujería. Phips, quién fue nombrado gobernador de la provincia, cuando uno de sus primeros actos establecían una corte especial, Tribunal de Oyer and terminer para oír el cúmulo de casos. Corwin no fue inicialmente asignado al tribunal, pero cuando Nathaniel Saltonstall dimitió en protesta sobre el primer ahorcado, Phips asignó a Corwin al panel.
Corwin firmó varias órdenes de arresto y transcribió algunas de las audiencias, pero la escasez de registros de los acontecimientos de 1692 hace imposible determinar el papel general de Corwin en los juicios, así como su actitud hacia la aceptación en el tribunal de la evidencia espectral, visiones que podrían ser un indicador de brujería. El tribunal especial condenó a la horca a diecinueve personas por brujería antes de su disolución en octubre de 1692. El sistema de tribunales provinciales se estableció en enero de 1693, con el Tribunal Superior de la Judicatura, el tribunal superior de la provincia.
La suegra de Corwin, Margaret Sheaf Thacher (nacida Webb, en 1625 en Boston y fallecida el 23 de febrero de 1694), fue acusada de brujería por su sirvienta Mercy Short. Thacher tenía grandes posesiones en Boston, incluyendo su casa y su solar, que estaba al lado de la casa del gobernador William Phips. Varios años después de la muerte de su primer marido, se casó con el reverendo Thomas Thacher. Desde 1669 hasta su muerte en 1678, Thacher sirvió como ministro fundador de la Iglesia del Viejo Sur. Thacher, conocida como una mujer de gran piedad, nunca fue acusada, pero Short pasaría algún tiempo tras las rejas después de confesar el uso de brujería.

## Vida posterior
Corwin no fue designado inicialmente al Tribunal Superior; fue nombrado para el Consejo del Gobernador de 1692 a 1714 y sirvió como juez en el tribunal de Common Please para el condado de Essex de 1692 a 1708. En ese año fue nombrado por el gobernador Joseph Dudley para ser juez asociado del Tribunal Superior Tras la renuncia de John Leverett; Mantendría ese puesto hasta su muerte en 1717.

## Legado

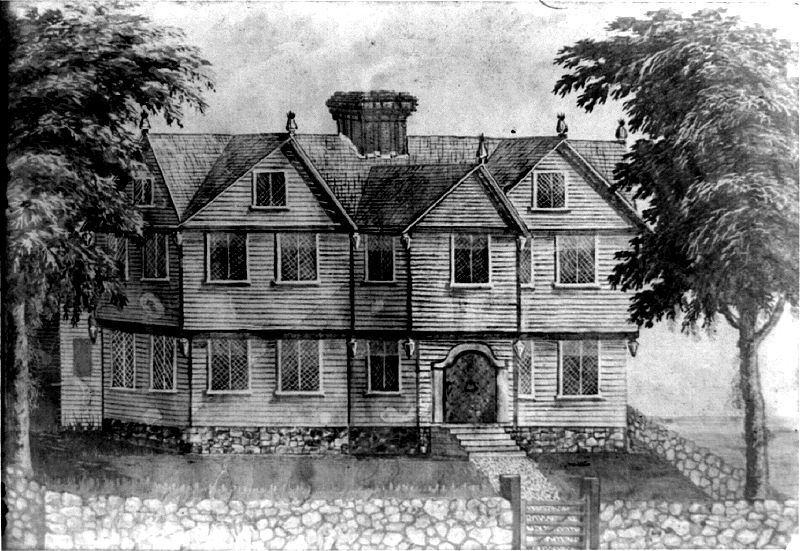
Casa de Jonathan Corwin, ilustración de 1859.

George Corwin hijo (no debe ser confundido con su tocayo y pariente, el sobrino de Corwin, George Corwin, sheriff principal) fue a Harvard y devendría ministro en la Primera Iglesia en Salem. La casa Corwin es la única estructura conservada en la ciudad de Salem con lazos directos al Salem de los juicios de brujas de 1692. Es ahora un museo sobre la arquitectura, muebles y modo de vida del siglo XVII.